# Bursera graveolens
Bursera graveolens – gatunek drzewa z rodziny osoczynowatych. Występuje w Ameryce Środkowej (Meksyk, Kostaryka, Salwador, Gwatemala, Honduras) oraz w północnej części Ameryki Południowej (Peru, Kolumbia, Ekwador). Dostarcza żywic i olejku eterycznego. 